# Esclauzels
Esclauzels ist eine französische Gemeinde mit 218 Einwohnern (Stand: 1. Januar 2022) im Département Lot in der Region Okzitanien. Sie gehört zum Kanton Causse et Vallées und zum Arrondissement Cahors. Die Bewohner nennen sich Esclauzelois oder Esclauzeloises. Nachbargemeinden sind Arcambal im Nordwesten, Saint Géry-Vers im Norden, Saint-Cirq-Lapopie im Nordosten, Berganty im Osten, Concots im Südosten, Cremps im Süden und Aujols im Westen.

## Bevölkerungsentwicklung
| Jahr      | 1962 | 1968 | 1975 | 1982 | 1990 | 1999 | 2006 | 2018 |
| --------- | ---- | ---- | ---- | ---- | ---- | ---- | ---- | ---- |
| Einwohner | 144  | 108  | 120  | 133  | 139  | 156  | 165  | 222  |